# Gaël Ondoua
Gaël Bella Ondoua (født 4. november 1995) er en camerouniansk/russisk fodboldspiller, som tidligere har spillet for den danske 1. divisionsklub Vejle Boldklub.

## Karriere

### CSKA Moskva
Gaël Ondoua voksede op i Cameroun, men som helt ung flyttede man med sin familie til Rusland, hvor hans far havde fået arbejde på en ambassade. 
I Rusland blev han tilknyttet Lokomotiv Moskvas ungdomsafdeling, men skrev senere kontrakt med CSKA Moskva. Han står noteret for én kamp for den russiske storklub. Det var en pokalkamp tilbage i 2014.

### Vejle Boldklub
I sommeren 2016 skrev Ondoua en et-årig kontrakt med Vejle Boldklub. I sin første halve sæson i klubben etablerede han sig hurtigt som en stamspiller på den centrale midtbane og var en af klubbens mest benyttede spillere i efteråret 2016.
Han forlod klubben ved kontraktudløb i sommeren 2017.

## International karriere
På trods af, at han kun spillede i den næstbedste række i Danmark, blev Gaël Ondoua i marts 2017 udtaget til Camerouns A-landshold, der bare en måned tidligere havde vundet Africa Cup of Nations for femte gang i nationens historie.
Ondoua takkede dog nej til at repræsentere Cameroun, da han føler sig mere russisk og håber på at kunne repræsentere Rusland ved VM i fodbold 2018, der spilles i netop Rusland. Han har derfor udskudt sin beslutning om, hvilket land, han vil repræsentere på A-landsholdsniveau til senere i 2017.

## Privat
Gaël Ondoua og hans kone har sammen en lille datter, der lige er fyldt et år. De bor stadig i Moskva. Ondoua har både russisk og camerounsk statsborgerskab, men selv siger han, at han føler sig mest russisk.